# Loyat
Loyat (Gallo Lóyat, bretonisch Louad, auch Loiad) ist eine französische Gemeinde mit 1.734 Einwohnern (Stand 1. Januar 2022) im Département Morbihan in der Region Bretagne.

## Geografie
Loyat liegt rund 47 Kilometer nordöstlich von Vannes und 51 Kilometer südwestlich von Rennes im Nordosten des Départements Morbihan und gehört zum Gemeindeverband Ploërmel Communauté.
Nachbargemeinden sind Guilliers im Norden, Néant-sur-Yvel im Nordosten, Tréhorenteuc im Osten, Campénéac im Südosten, Ploërmel im Süden, Taupont im Südwesten sowie La Grée-Saint-Laurent im Nordwesten.

## Bevölkerungsentwicklung
| Jahr                       | 1962 | 1968 | 1975 | 1982 | 1990 | 1999 | 2006 | 2012 | 2019 |
| Einwohner                  | 1702 | 1563 | 1465 | 1420 | 1465 | 1442 | 1439 | 1636 | 1621 |
| Quellen: Cassini und INSEE |      |      |      |      |      |      |      |      |      |

## Sehenswürdigkeiten
- Kirche Saint-Pierre et Saint-Paul
- Schloss (Château de Loyat)
- Kapelle Saint-Clair in Trégadoret
- Kapelle Saint-Colomban in Crétudel

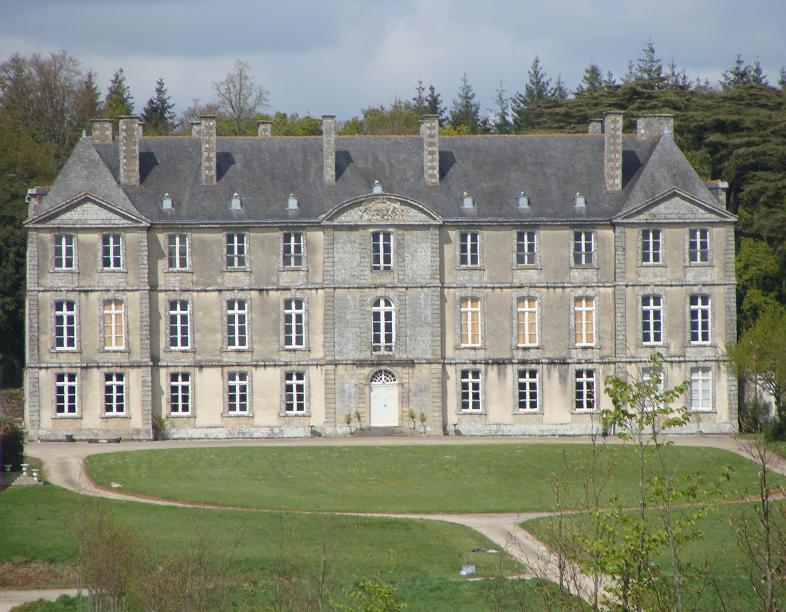
Château de Loyat

## Sprache
Im Frühmittelalter wurde die Gegend durch Bretonen besiedelt und deren Umgangssprache Alltagssprache. Bei der Zweiten Rückzugswelle der Bretonischen Sprache im Spätmittelalter (zwischen 1200 und 1500) kam es zum Sprachwechsel hin zum Gallo. Dieser Dialekt des Französischen ist mittlerweile beinahe ausgestorben und die Bevölkerung spricht heute französisch.